# Amara pterostichina
Amara pterostichina är en skalbaggsart som beskrevs av Hayward. Amara pterostichina ingår i släktet Amara och familjen jordlöpare. Inga underarter finns listade i Catalogue of Life.